# Julian Johnsson
Pour les articles homonymes, voir Johnsson.
Julian Johnsson, né le 24 février 1975 à Tórshavn aux Îles Féroé, est un footballeur international féroïen, devenu entraîneur à l'issue de sa carrière, qui évoluait au poste de milieu de terrain.

## Biographie

### Carrière en club
Avec les clubs du HB Tórshavn, du B36 Tórshavn et de l'ÍA Akranes, Julian Johnsson dispute deux matchs en Ligue des champions, deux matchs en Coupe des coupes, six matchs en Coupe de l'UEFA, pour un but inscrit, et huit matchs en Coupe Intertoto,.
Avec le HB Tórshavn, il remporte une coupe des îles Féroé. Puis avec le B36 Tórshavn, il remporte un titre de champion des îles Féroé.

### Carrière internationale
Julian Johnsson compte 62 sélections et 4 buts avec l'équipe des îles Féroé entre 1995 et 2006,.
Il est convoqué pour la première fois en équipe des îles Féroé par le sélectionneur national Allan Simonsen, pour un match des éliminatoires de l'Euro 1996 contre la Finlande le 26 avril 1995. Le match se solde par une défaite 4-0 des Féroïens. 
Le 25 mai 1995, il inscrit son premier but en sélection contre Saint-Marin, lors d'un match des éliminatoires de l'Euro 1996. Le match se solde par une victoire 3-0 des Féroïens.
Il reçoit sa dernière sélection le 2 septembre 2006 contre l'Écosse. Le match se solde par une défaite 6-0 des Féroïens.

## Palmarès
- Avec le HB Tórshavn
  - Vainqueur de la Coupe des îles Féroé en 1995

- Avec le B36 Tórshavn
  - Champion des îles Féroé en 1997

- Avec l'ÍA Akranes
  - Vainqueur de la Coupe d'Islande en 2003

- Avec le B68 Toftir
  - Champion des îles Féroé de D2 en 2005

## Statistiques

### Buts en sélection
Le tableau suivant liste tous les buts inscrits par Julian Johnsson avec l'équipe des îles Féroé.